# 皇狨猴
皇狨猴（Saguinus imperator），又名皇檉柳猴、帝髭獠狨、長鬚狨、帝王獠狨或皇帝塔馬林猴，是一種狨猴。牠被稱為「皇」是因牠的鬍子像德意志皇帝威廉二世。這個名字原先只是一個笑話，後來成為了正式的學名。
皇狨猴生活在亞馬遜盆地的西南部、東秘魯、北玻利維亞及巴西的阿克裡及亞馬遜。

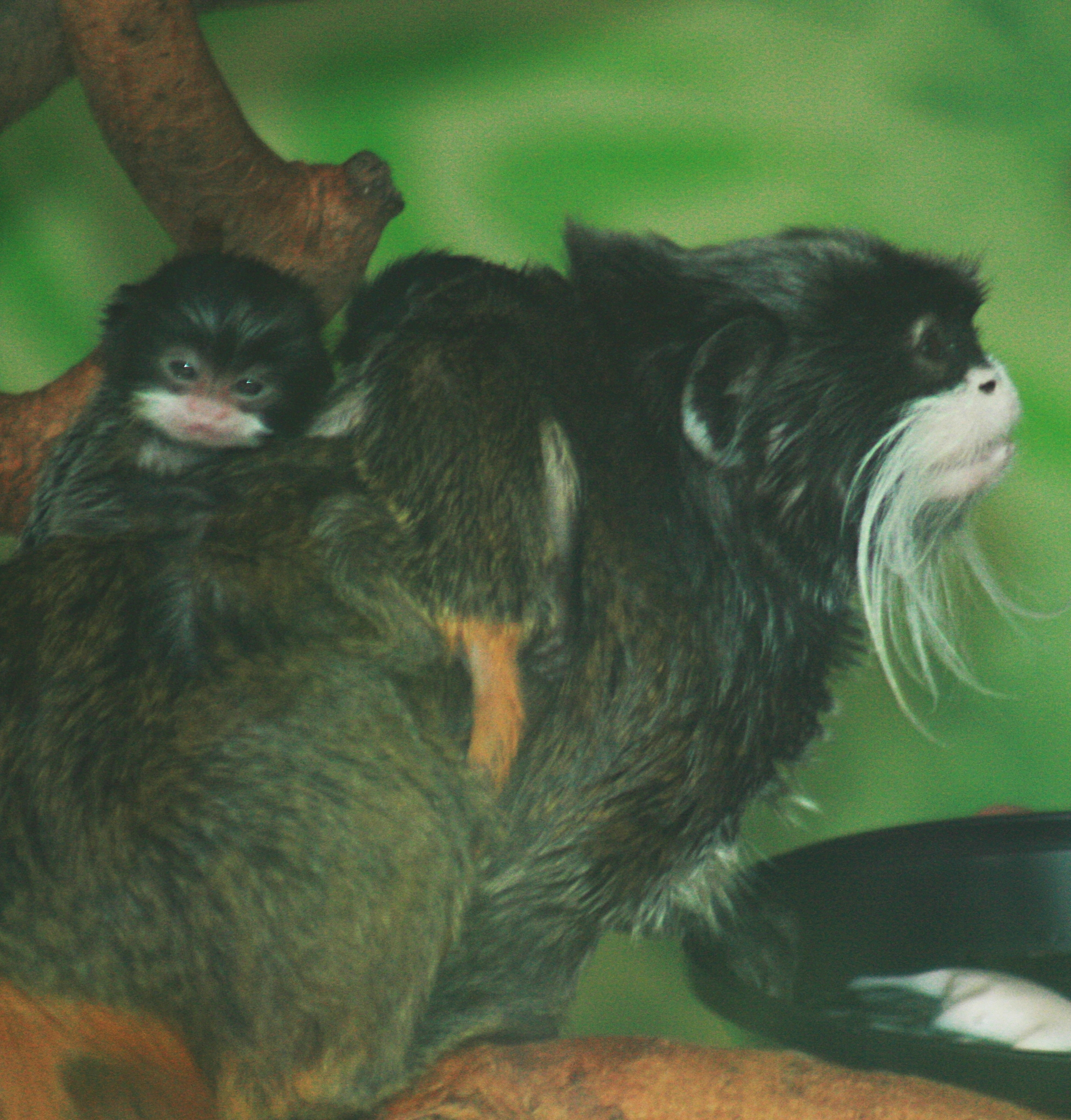
皇狨猴與幼猴。

皇狨猴的毛皮主要是灰色，胸部有黃色斑點。手及腳都是黑色，尾巴褐色。牠的特徵是白色的長鬚，長達肩頭。牠的身長24-26厘米，尾巴長35厘米。體重約300-400克。
皇狨猴棲息在熱帶雨林，生活在森林深處及廣闊的地區。牠們是白天活動，大部份時間都在樹間跳來跳去。
皇狨猴是群居的，一般是2-8頭。最老的雌性帶領著幾隻雄性，彼此之間會互相幫助。皇狨猴經常與其他的狨猴（如鞍背狨）一起。牠們可以發出不同的聲響來確認妨礙者。
皇狨猴的食性與其他狨猴一樣，都是雜食性，主要吃生果、昆蟲及樹汁。牠亦會吃鳥蛋及細小的脊椎動物。由於牠們的輕盈體態，故可以到達樹枝端吃食物。
皇狨猴奉行一妻多夫制的。妊娠期為140-145日，多為雙胞胎。所有的雄性，不論是否父親，都會幫助誕生、照顧及支持幼猴，帶幼猴到母猴處餵哺。約3個月後幼猴斷奶，第2年尾達至性成熟。牠的壽命估計超過15年。
皇狨猴有兩個亞種：
- S. i. imperator
- S. i. subgrisescens